# Enterodiol
Enterodiol es un lignano formado por la acción de las bacterias intestinales en precursores de lignanos se encuentran en las plantas.